# Бонте (округ)
Бо́нте (англ. Bonthe) — один із 4 округів Південної провінції Сьєрра-Леоне. Адміністративний центр — місто Бонте. Округ має вихід до Атлантичного океану, до його складу входять великий острів Шербро та низка дрібних.

## Населення
Населення округу становить 200781 особа (2015; 139687 у 2004, 105007 в 1985, 87561 в 1974, 80139 в 1963).
У національному відношенні більшість населення становлять представники народів менде та шербро.

## Історія
В роки громадянської війни 1991—2002 років округ зазнав чи не найбільших руйнувань, люди звідси масово переїжджали до інших регіонів країни.
Раніше існував окремий міський округ Шербро (Sherbro Urban District), який включав в себе місто Бонте. Потім він був об'єднаний із округом Бонте.

## Адміністративний поділ
У адміністративному відношенні округ складається з 11 вождівств та 1 муніципалітету, який іноді прирівняний до вождівства:
| №  | Назва                | Оригінальна назва | Площа, км² | Населення, осіб (2004) | Населення, осіб (2015) | Адміністративний центр |
| -- | -------------------- | ----------------- | ---------- | ---------------------- | ---------------------- | ---------------------- |
| 1  | Бенду-Ча             | Bendu Cha         | 234,5      | 4 680                  | 7 168                  | Бенду                  |
| 2  | Бонте, муніципалітет | Bonthe            | -          | 9 740                  | 10 075                 | Бонте                  |
| 3  | Бум                  | Bum               | 367,7      | 18 827                 | 24 339                 | Мадіна                 |
| 4  | Дема                 | Dema              | 87,7       | 5 301                  | 7 411                  | Тіссана                |
| 5  | Джонґ                | Jong              | 384,7      | 28 495                 | 33 816                 | Маттру                 |
| 6  | Імперрі              | Imperri           | 623,1      | 17 576                 | 33 394                 | Ґанґама                |
| 7  | Квамебаї-Крім        | Kwamebai Krim     | 287,2      | 7 715                  | 14 289                 | Бенмдума               |
| 8  | Кпанда-Кемо          | Kpanda Kemo       | 165,3      | 7 661                  | 10 438                 | Мотуо                  |
| 9  | Нонґоба-Буллом       | Nongoba Bullom    | 553,0      | 13 617                 | 20 060                 | Ґбап                   |
| 10 | Сіттія               | Sittia            | 560,1      | 13 449                 | 21 347                 | Йоні                   |
| 11 | Соґбені              | Sogbeni           | 136,3      | 7 853                  | 10 863                 | Тігун                  |
| 12 | Явбеко               | Yawbeko           | 193,7      | 4 773                  | 7 581                  | Талья                  |

## Господарство
Основою економіки округу є видобуток титанової руди, тут знаходиться одне з найбільших родовищ цього металу у світі. Розробка руди ведеться з 1979 року. Розвинені також рибальство і сільське господарство, а саме вирощування рису та олійної пальми.